# Astyloneura assimilis
Astyloneura assimilis är en fjärilsart som beskrevs av Jordan 1907. Astyloneura assimilis ingår i släktet Astyloneura och familjen bastardsvärmare. Inga underarter finns listade i Catalogue of Life.